# Festival della neve di Sapporo

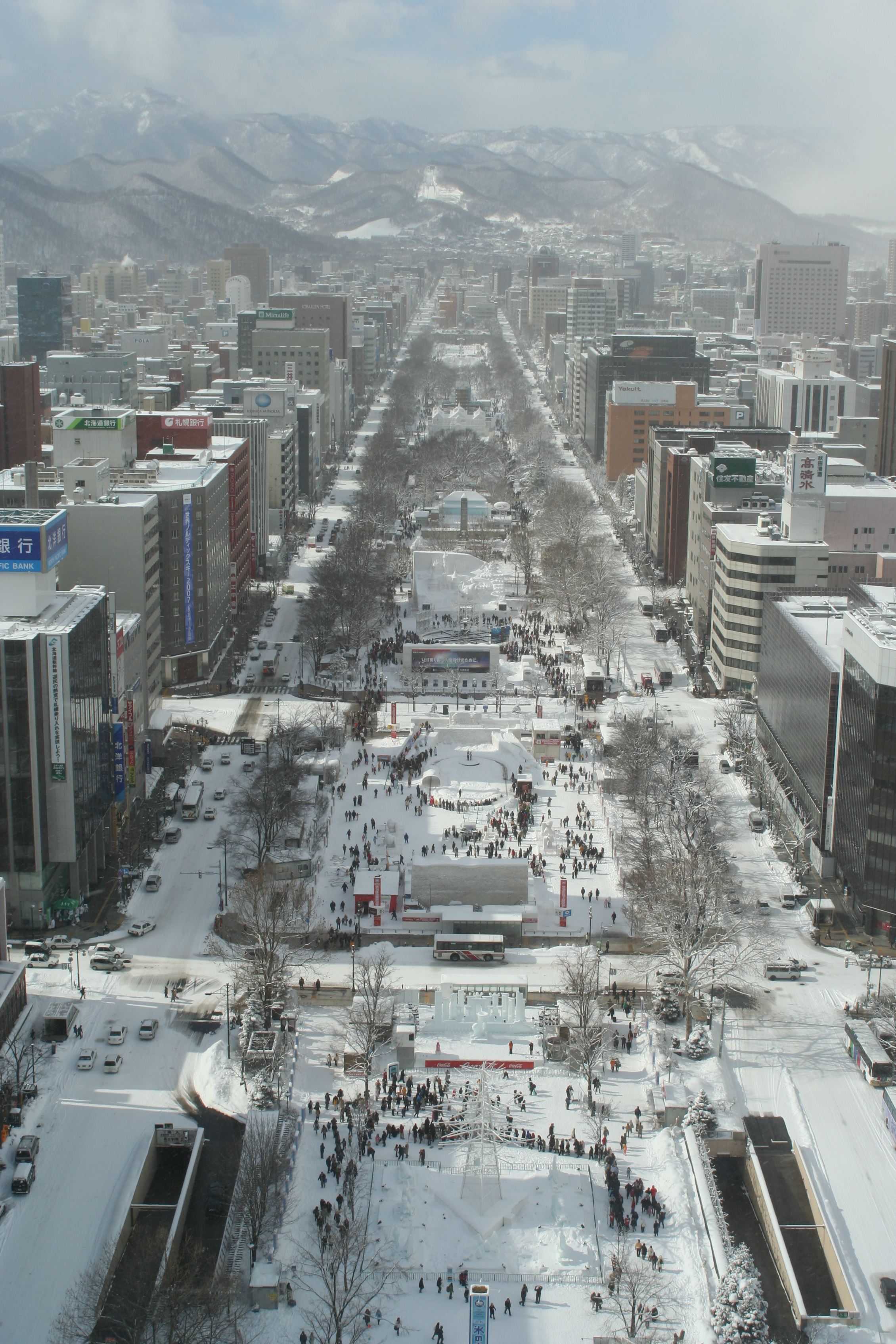
Sapporo: l'Ōdōri durante un festival della neve

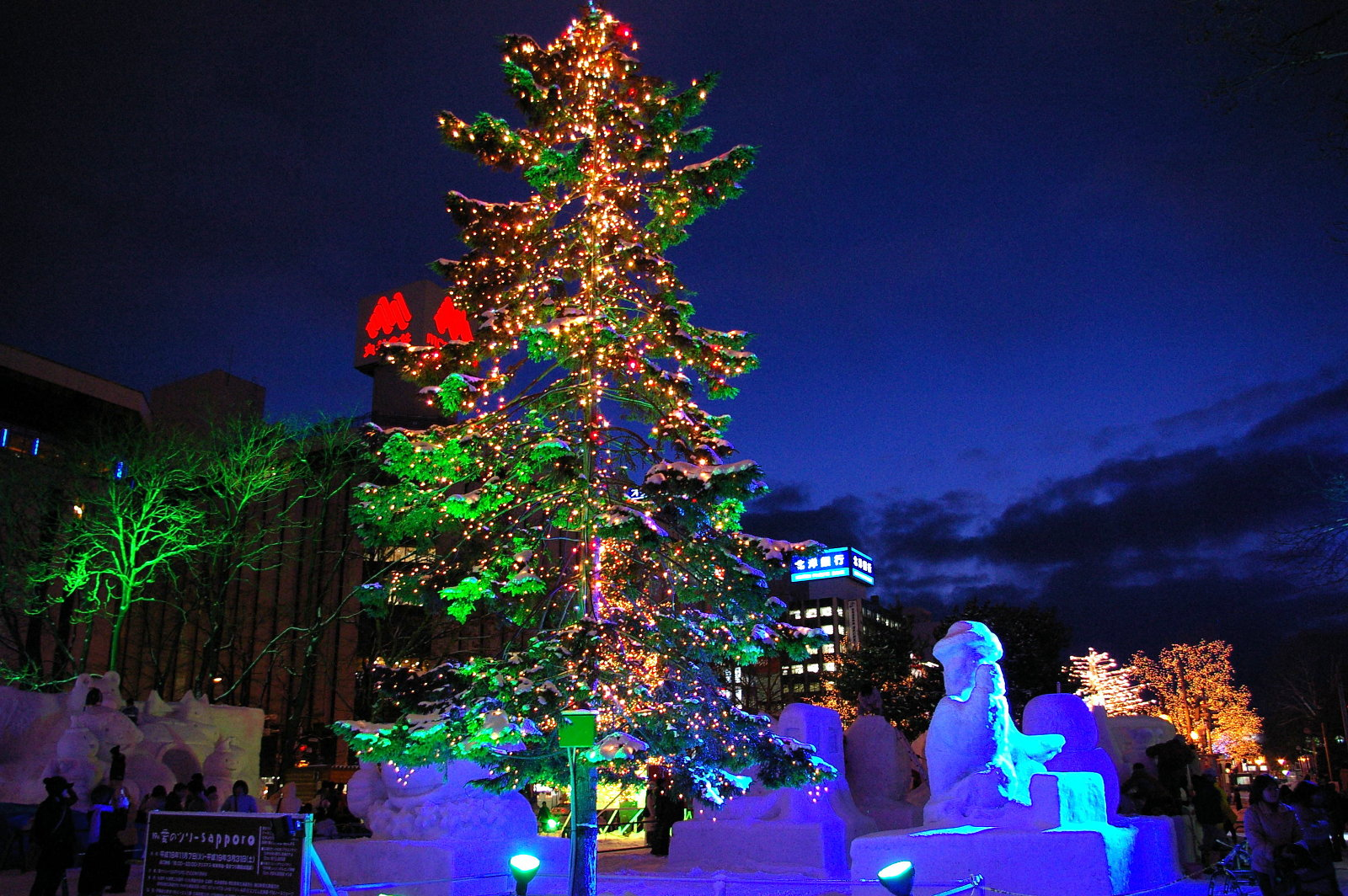

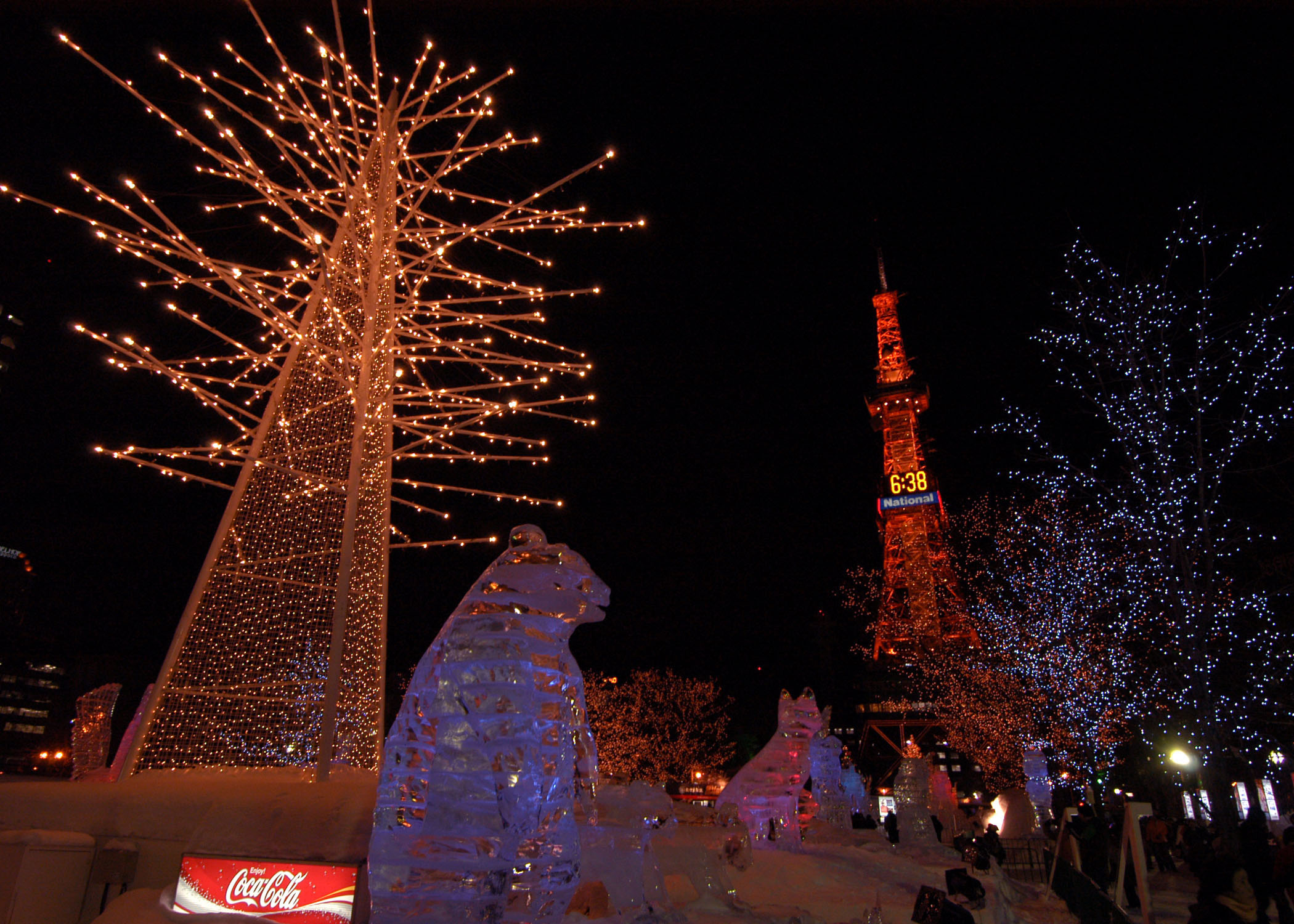

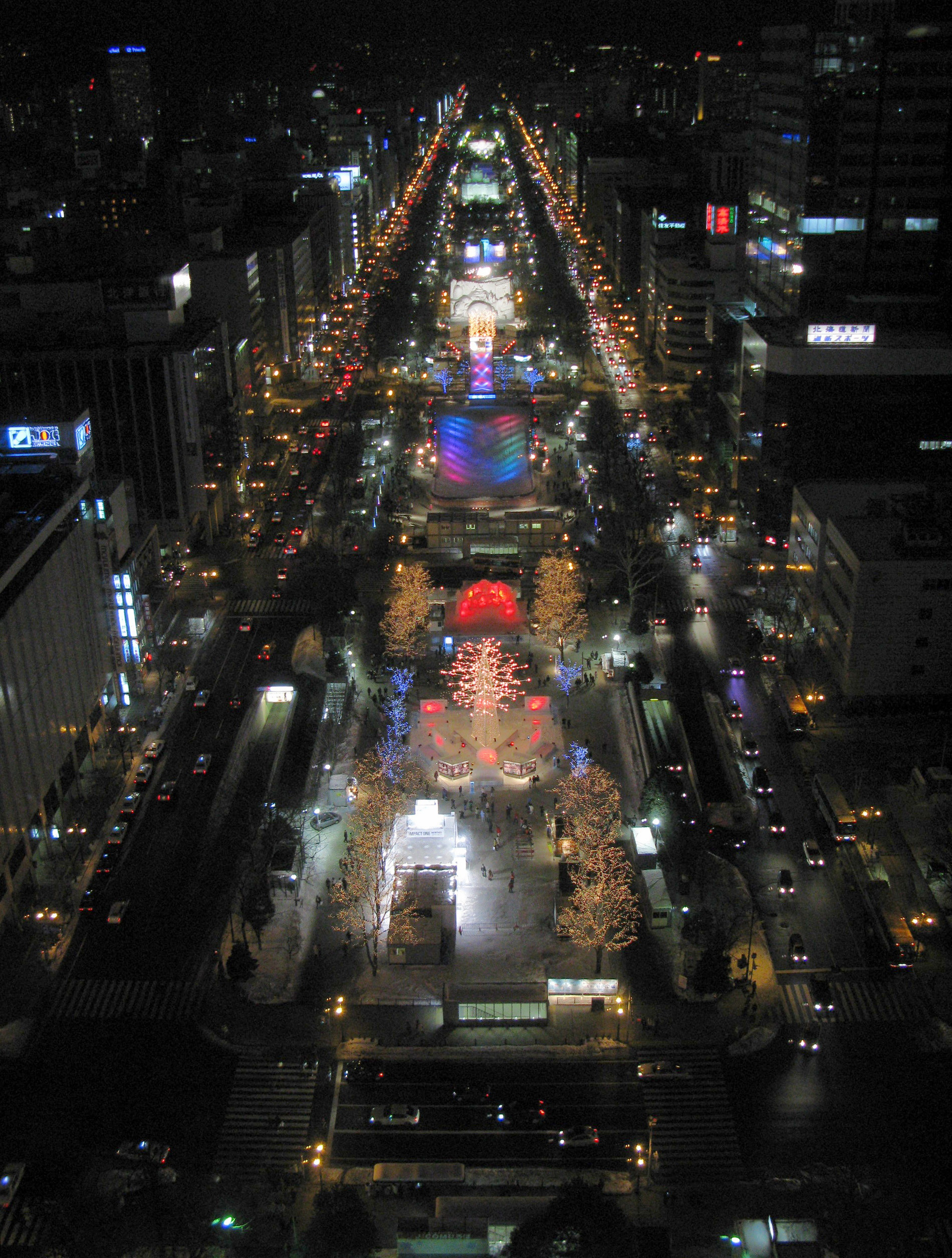

Il Festival della neve di Sapporo (in giapponese: 札幌雪祭り, Sapporo Yuki-matsuri; denominazione internazionale in inglese: Sapporo Snow Festival) è una celebre rassegna dedicata alle sculture di neve o di ghiaccio, che dal 1950 si svolge ogni anno - solitamente agli inizi di febbraio e per la durata di 6-7 giorni - nella città giapponese di Sapporo (sull'isola di Hokkaidō, nel nord del Paese), in particolar modo nel Parco Ōdōri, nel quartieri di Susukino e nel Sapporo Community Dome o Tsudomu.
Si tratta di uno dei principali eventi della stagione invernale in Giappone:  la manifestazione attira ca. 2 milioni di turisti.

## Caratteristiche
Durante la manifestazione, vengono costruite sculture in neve o in ghiaccio dalle notevoli dimensioni (tra i 15 e i 25 m di altezza), le quali possono rappresentare sia soggetti di pura fantasia sia temi di attualità o riproduzioni di monumenti.

## Storia
La storia del festival della neve di Sapporo inizia nel 1950, quando, il 18 febbraio, un gruppo di sei studenti costruì altrettante sculture in neve in un parco della città, l'Ōdōri.

L'iniziativa, a cui venne dato ampio risalto nei mass media locali, fu accolta con notevole entusiasmo dalla popolazione, anche perché rappresentò — in un certo qual modo — un'occasione per risollevarsi dalla depressione post-bellica, che, a soli cinque anni dal termine del secondo conflitto mondiale, stava ancora attanagliando il Giappone.
Fu però soltanto nel 1955, grazie al coinvolgimento delle Forze Armate giapponesi, in particolar modo dei soldati della base di Makomanai, che si iniziarono a vedere le sculture per cui la manifestazione è famosa.
Un'altra tappa importante è rappresentata dall'anno 1972, quando il festival venne a coincidere con la disputa a Sapporo dell'XI edizione dei Giochi olimpici invernali, guadagnando così l'attenzione del mondo intero.
A partire dal 2006, il coinvolgimento delle Forze Armate nell'organizzazione dell'evento è stato ridotto drasticamente.

## Location

### Parco Ōdōri
"Centro" principale del festival è un parco cittadino, il parco Ōdōri (大通公園?, Ōdōri Kōen), ovvero il luogo dove tutto ebbe inizio, dove lungo i suoi 1,5 km di lunghezza si possono ammirare le sculture di neve e di ghiaccio più imponenti.

### Susukino
Centinaia di sculture si possono osservare anche a Susukino, principale centro per i divertimenti della città.

### Sapporo Community Dome
Il Sapporo Community Dome (札幌コミュニティドーム?), un palaghiaccio di 17,865 m², chiamato familiarmente "Tsudōmu" (つどーむ?), è dedicato invece ai divertimenti per bambini ed adulti. Altre sculture, anche se di dimensioni ridotte, si possono ammirare anche qui.